# Dôme de Wurunsemu
Wurunsemu Tholus
Pour les articles homonymes, voir Wurunsemu.
Le dôme de Wurunsemu (désignation internationale : Wurunsemu Tholus) est un dôme situé sur Vénus dans le quadrangle de Ganiki Planitia. Il a été nommé en référence à Wurunsemu, déesse hatti (proto-hittite) du soleil et mère des dieux.